# Real Academia de Medicina de Cataluña
La Real Academia de Medicina de Cataluña (en catalán: Reial Acadèmia de Medicina de Catalunya) es una institución académica de Cataluña, España, creada en 1770 como Academia Medicopràctica de Barcelona y presidida por Pedro Güell, en 1785 recibió el título de Real. Desde 1821 se llamó Real Academia de Medicina de Barcelona hasta que el Pleno municipal de 10 de diciembre de 1991 acordó cambiar este nombre por el de Real Academia de Medicina de Cataluña. Su sede está en la calle del Carme nº 47 de Barcelona.

## Historia
Parece que la Academia tuvo su origen en reuniones que se hacían en 1754 en casa de José Ignacio Santponç, con otros colegas como Josep Panaderos, Antonio Rigal, Joan Esteve, Pedro Güell y Josep Soriano, en medio del ambiente de la Ilustración. En 1770 se constituyó en Academia oficial y en 1785 recibió el título de Real, gracias a los esfuerzos de Francisco Salvá. El rey Fernando VII la suprimió entre 1824 y 1828. Después fue reestructurada nuevamente.

## Composición y estructura
La Academia está compuesta por 60 académicos numerarios elegidos por votación entre los propios miembros; 15 académicos de honor; 120 académicos de nacionales por elección o premio y académicos correspondientes extranjeros sin limitación de número. Acoge médicos y, desde 1874, profesionales sanitarios de ciencias afines (farmacéuticos, veterinarios, biólogos, etc).
La Academia está dividida en cuatro secciones: Ciencias básicas, diagnósticas y terapéuticas, Medicina, Cirugía y Medicina social.

## Funciones
Las principales funciones de la Academia son:
- Hacer de órgano consultivo de las administraciones sanitaria y de justicia
- Impulsar los estudios sobre Historia de la Medicina Catalana y organizadora del Congresos de Historia de la Medicina Catalana.
- Impulsar los debates sobre cuestiones sanitarias de actualidad.

## Publicaciones
La Academia publica la Revista de la Reial Acadèmia de Medicina de Catalunya desde 1986, que sustituye a revistas anteriores como Memorias de la Real Academia Médico Práctica de Barcelona de 1798, El Compilador Médico de 1865, Anales de Medicina y Cirugía de 1915 y el Boletín Informativo de 1964.

## Miembros destacados

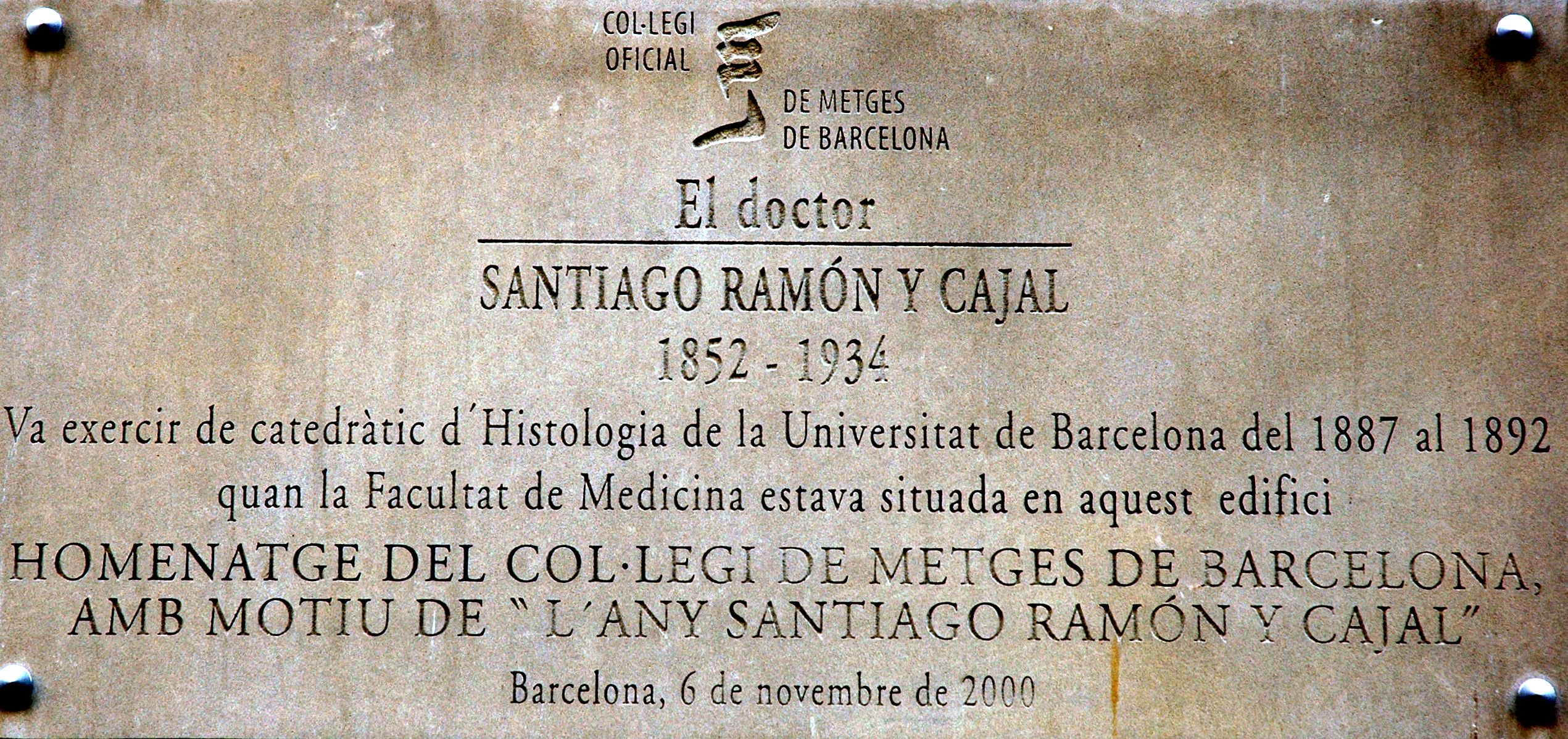
Placa homenaje a Santiago Ramón y Cajal

La Academia ha tenido más de 350 miembros numerarios a lo largo de su historia. Entre los presidentes de la Academia hubo personalidades importantes como los doctores Francisco Salvá Campillo, que brilló en muchos campos de la ciencia; Bartolomé Robert Yarzábal, profesor de medicina interna y alcalde de Barcelona, Augusto Pi Suñer, creador del Instituto de Fisiología y de escuela en España y en su exilio de Caracas, Agustín Pedro Pons, internista, Francisco Santpons Roca; Francisco Carbonell Bravo, Juan Francisco de Bahí y Fonseca, Emili Pi i Molist, Salvador Cardenal Fernández, Valentín Carulla Margenat o Manuel Ribas Perdigó, entre otros.
Tal como lo acredita una placa homenaje del Colegio de Médicos de Barcelona, el doctor Santiago Ramón y Cajal (1853-1934) ejerció de catedrático de Histología de la Universidad de Barcelona de 1887 a 1892, cuando la universidad estaba ubicada en el actual edificio de la Academia.